# Schöpstal
Schöpstal là một đô thị huyện Görlitz, trong bang tự do Sachsen, nước Đức. Đô thị Schöpstal có diện tích 29,62 km², dân số thời điểm ngày 31 tháng 12 năm 2006 là 2693 người.